# Équipe du pays de Galles de rugby à XV au Tournoi des Cinq Nations 1950
L'Équipe du pays de Galles de rugby à XV au Tournoi des Cinq Nations 1950 termine première en réussissant un Grand Chelem (quatre victoires en quatre matchs). Cette victoire est la première d’une série de cinq victoires en sept ans dans le tournoi, de 1950 à 1956. Cette équipe compte alors des joueurs de talent comme Bob Evans, Ken Jones, Malcolm Thomas. Au total, dix-sept joueurs contribuent à ce succès. 

## Liste des joueurs

### Première ligne
- Dai Davies (4 matchs)
- Cliff Davies (4 matchs, 1 essai)
- John Robins (4 matchs)

### Deuxième ligne
- Don Hayward (4 matchs)
- Roy John (4 matchs, 1 essai)

### Troisième ligne
- Ray Cale (4 matchs, 1 essai)
- Bob Evans (4 matchs)
- John Gwilliam (4 matchs, 4 fois capitaine)

### Demi de mêlée
- Rex Willis (4 matchs)

### Demi d’ouverture
- Billy Cleaver (4 matchs, 1 drop)

### Trois-quarts centre
- Jack Matthews (4 matchs, 1 essai)
- Malcolm Thomas (4 matchs, 2 essais)

### Trois-quarts aile
- Trevor Brewer (1 match)
- Ken Jones (4 matchs, 4 essais)
- Windsor Major (1 match)

### Arrière
- Lewis Jones (4 matchs, 4 transformations, 3 pénalités)
- Gerwyn Williams (2 matchs)

## Résultats des matchs
- Le 21 janvier victoire 11-5 contre l'équipe d'Angleterre à Twickenham
- Le 4 février, victoire 12-0 contre l'équipe d'Écosse à Cardiff
- Le 11 mars, victoire 6-3 contre l'équipe d'Irlande à Lansdowne Road
- Le 25 mars, victoire 21-0 contre l'équipe de France à Cardiff

## Points marqués par les Gallois

### Match contre l'Angleterre
- Lewis Jones (5 points, 1 transformation, 1 pénalité)
- Ray Cale (3 points, 1 essai)
- Cliff Davies (3 points, 1 essai)

### Match contre l'Écosse
- Ken Jones (3 points, 1 essai)
- Malcolm Thomas (3 points, 1 essai)
- Lewis Jones (3 points, 1 pénalité)
- Billy Cleaver (3 points, 1 drop)

### Match contre l'Irlande
- Ken Jones (3 points, 1 essai)
- Malcolm Thomas (3 points, 1 essai)

### Match contre la France
- Lewis Jones (9 points, 3 transformations, 1 pénalité)
- Ken Jones (6 points, 2 essais)
- Jack Matthews (3 points, 1 essai)
- Roy John (3 points, 1 essai)

## Statistiques

### Meilleur réalisateur
- Lewis Jones (17 points, 4 transformations, 3 pénalités)

### Meilleur marqueur d'essais
- Ken Jones 4 essais